# Viva (Zen Circus)
Viva è un singolo discografico del gruppo musicale Zen Circus, pubblicato il 16 dicembre 2013 quale primo estratto dal loro ottavo album Canzoni contro la natura.

## Il video
Il videoclip del brano è stato realizzato dal collettivo Sterven Jonger con oltre cento vecchie fotografie che ritraggono gli Zen a partire dalla loro infanzia.

## Tracce
Download digitale
1. Viva – 3:37